# Стибіконіт

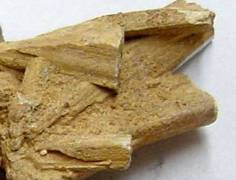
Стибіконіт

Стибіконіт (англ. stibiconite, stibioconite) — мінерал, гідроксид стибію координаційної будови.
Назва — від стиб… і грецьк. «коніа» — порох, порошок (F.S.Beudant, 1832).
Синоніми: гідросервантит, гідроромеїт, стибіаніт, стибіліт, стибіоконіт, стибіоліт, стибіт, стибліт, фольгерит.

## Опис
Хімічна формула: Sb3O6(OH).
Містить (%): Sb — 74,5; O — 19,9; H2О — 5,6. Домішки — Са.
Сингонія кубічна. Гексоктаедричний вид. Форми виділення: зливні, щільні або порошкуваті маси, аґреґати, кірки, грона, нирковидні утворення. Псевдоморфози по антимоніту. Густина 5,58. Тв. 4-6. Колір блідо-жовтий до білого. Блиск перламутровий, опалоподібний, скляний. Ізотропний. Прозорий. Зустрічається в стибієвих рудах, в стибієвих вохрах з валентинітом. Рідкісний.

## Поширення
Знахідки: Віллафранка, Ігуерас (Іспанія), Сігуаньшань (Китай), Красноярський край (РФ).

## Різновиди
Розрізняють:
- стибіконіт арсенистий, арсенстибіконіт (різновид стибіконіту, в якому Sb частково заміщений As, містить до 1 % As2O3).